# Mirza Muhammad Mahdi Khan Astarabadi
Mirza Muhammad Mahdi Khan Astarabadi, conegut com a Mahdi Khan Astarabadi (?-1749/1768), fou un historiador persa del segle xviii, autor de les obres anomenades “Tarikh-i Nadiri” (Djahangusha-yi Nadiri) sobre la vida de Nàdir-Xah Afxar i “Durra-yi Nadira” sobre l'il-kànida Wassaf. Se'l suposa natiu d'Astarabad i hauria viscut a Esfahan.
Va servir a Nadir com a secretari des que aquest va entrar a Esfahan el 1729 fins a la mort el 1747; al cap d'un temps fou nomenat historiador oficial. El 1747 havia iniciat un viatge a la cort otomana per ratificar un tractat de pau i quan era a Bagdad va saber la mort de Nadir i va retornar, vivint en endavant en retirament potser a Mashad o a Tabriz. Va morir en una època indeterminada entre 1749 i 1768.